# Liste des émissions de franc français sous le Consulat et le Premier Empire
Cet article liste les émissions de francs français sous le Consulat (Première République) et le Premier Empire entre 1800 et 1815.

## Historique
Une grande partie de ces pièces sont à l’effigie de Napoléon Bonaparte, respectivement en tant que:
« Bonaparte Premier Consul de la République Française » de 1800 à 1804;
« Napoléon Empereur de la République Française » de 1805 à 1808;
« Napoléon Empereur de l'Empire Français » de 1809 à 1815.
Le calendrier républicain est abrogé sur les pièces et remplacé par le calendrier grégorien en l'An XIV, le 1er janvier 1806.
En 1815, durant les Cent-Jours qui mettent fin à la Première Restauration, les pièces à l'effigie de Louis XVIII sont retirées de la circulation et remplacées par de nouvelles pièces à l'effigie de l'Empereur.

Portraits de Napoléon Bonaparte
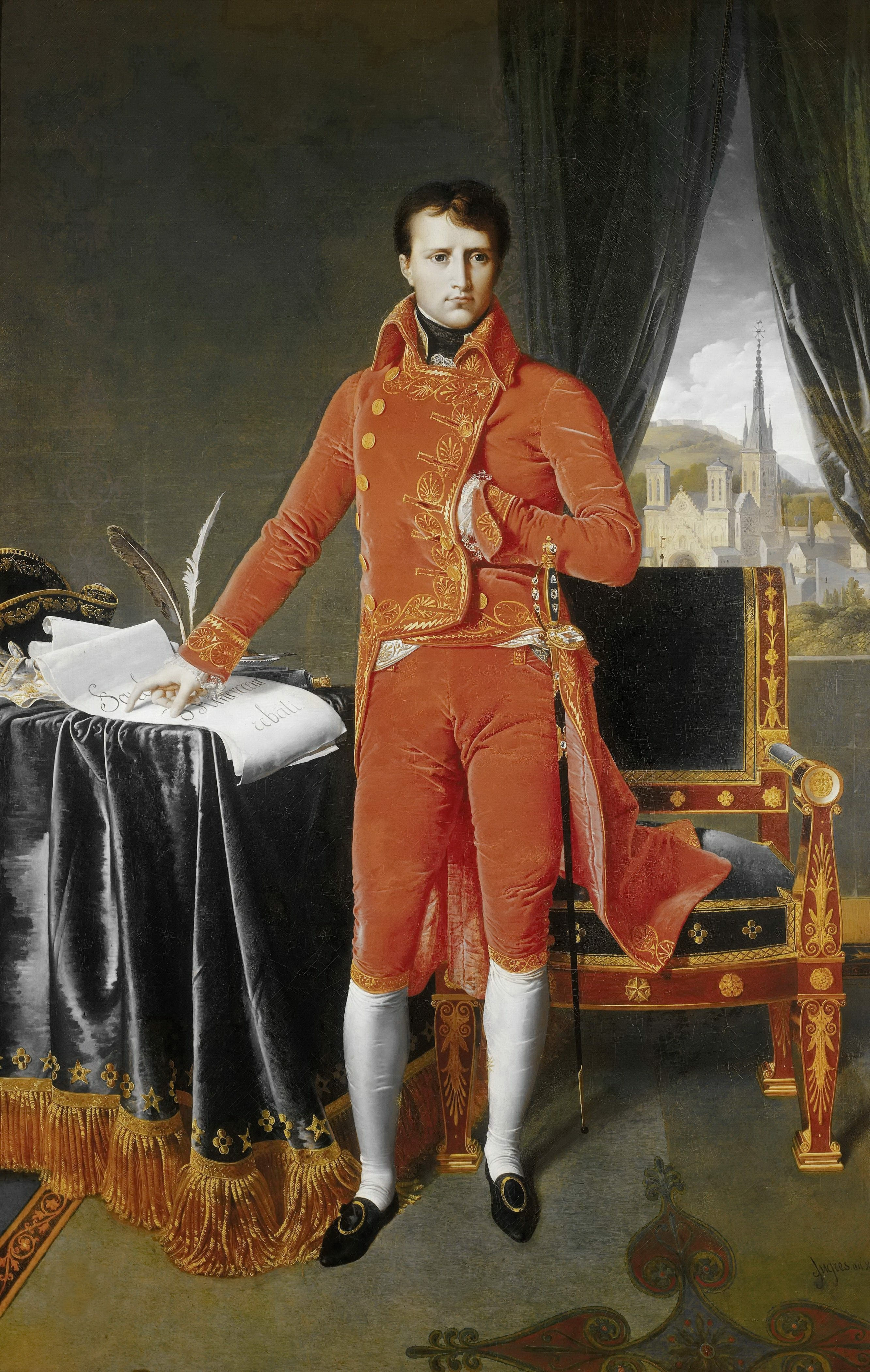
Bonaparte, Premier Consul de la République Française, An VIII.
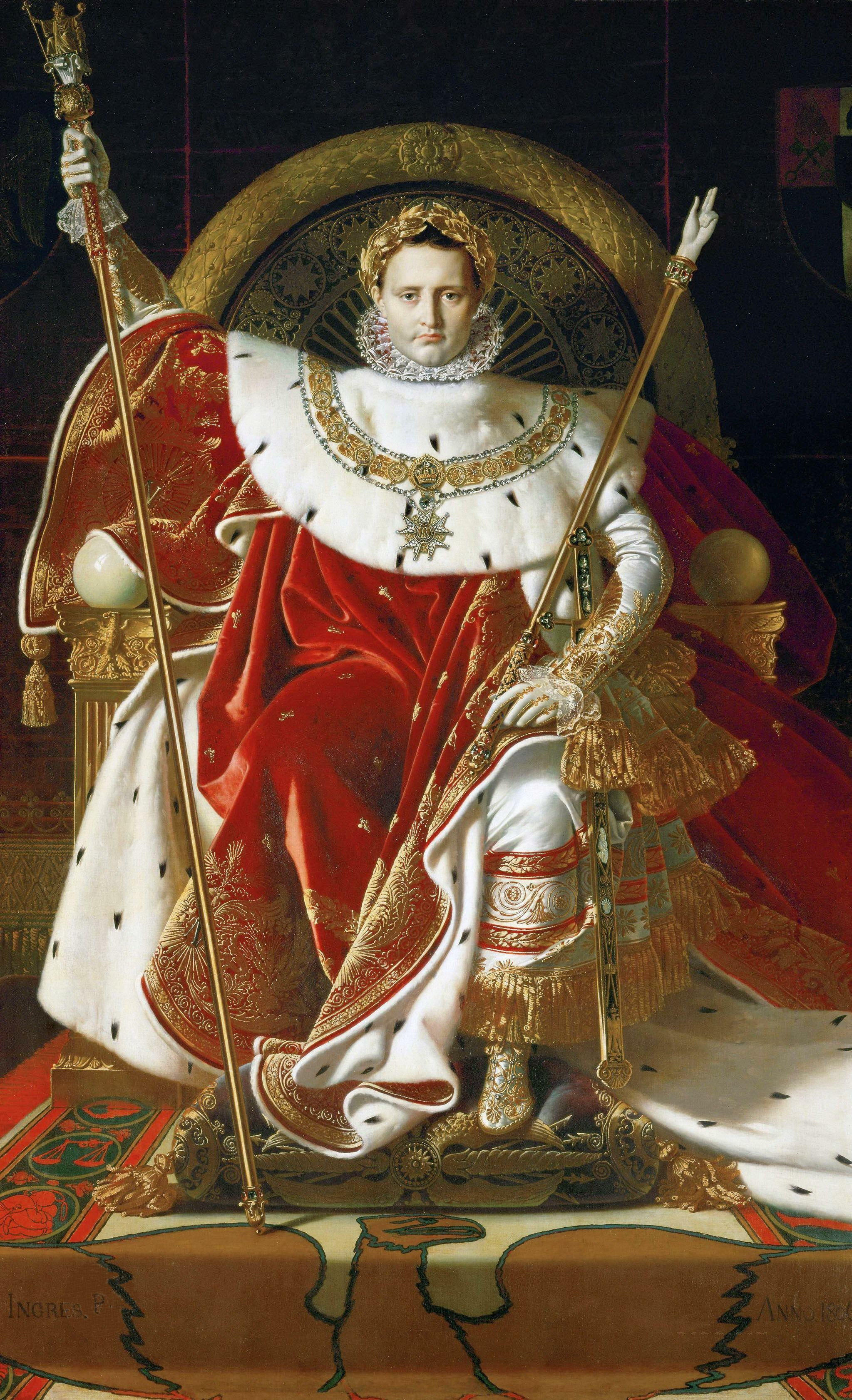
Napoléon Ier, Empereur des Français, 1804.

## Pièces

### Monnaies en bronze et en billon

#### 5 centimes
| \| 5 centimes Napoléon (Strasbourg) \| | \| 5 centimes Napoléon (Strasbourg) \| | \| 5 centimes Napoléon (Strasbourg) \| | \| 5 centimes Napoléon (Strasbourg) \| | \| 5 centimes Napoléon (Strasbourg) \| |
| --- | --- | --- | --- | -------------------------------------- |
| Avers et revers | | | |                                        |
| Avers : N au jambage strié dans un très large listel orné en creux d’une couronne ouverte composée de deux branches de laurier croisées à leur base ; les champs du listel sont quadrillés. | Avers : N au jambage strié dans un très large listel orné en creux d’une couronne ouverte composée de deux branches de laurier croisées à leur base ; les champs du listel sont quadrillés. | Revers : NAPOLEON EMPEREUR // (millésime) Légende en creux, sur un large listel dont les champs sont quadrillés ; dans le champ central 5 / CENT., en deux lignes au-dessus de la lettre d’atelier à droite, du différent à gauche et de la signature cursive Tiolier au centre. | Revers : NAPOLEON EMPEREUR // (millésime) Légende en creux, sur un large listel dont les champs sont quadrillés ; dans le champ central 5 / CENT., en deux lignes au-dessus de la lettre d’atelier à droite, du différent à gauche et de la signature cursive Tiolier au centre. |                                        |
| Masse 8 g | Alliage Cuivre | Diamètre 28 mm | Épaisseur |                                        |
| Artiste(s) Pierre-Joseph Tiolier | Artiste(s) Pierre-Joseph Tiolier | Tranche Lisse | Tranche Lisse |                                        |
| Millésimes 1808 | | | |                                        |
| | | | |                                        |
| Remarques – Marque de l'atelier monétaire sur le revers : BB (Strasbourg). Cette pièce fabriquée à environ 50 000 exemplaires était destinée à un usage local et au commerce en Rhénanie où elle circulait pour une valeur de 1,5 kreutzer. Son orientation à 12h (frappe médaille) et son absence des registres de la Monnaie de Paris la placent parmi les monnaies napoléonides. | | | |                                        |
| 5 centimes Napoléon (Strasbourg) | | | |                                        |

#### 10 centimes
| \| 10 centimes Napoléon \| | \| 10 centimes Napoléon \| | \| 10 centimes Napoléon \| | \| 10 centimes Napoléon \| | \| 10 centimes Napoléon \| |
| --- | --- | --- | --- | -------------------------- |
| Avers et revers | | | |                            |
| Avers : N au jambage strié sous une couronne impériale supportant un globe crucigère et ornée de deux rubans, le tout contenu dans un très large listel orné en creux d’une couronne ouverte composée de deux branches de laurier croisées à leur base ; une étoile à cinq rais en creux, dans le haut du listel.                            | Avers : N au jambage strié sous une couronne impériale supportant un globe crucigère et ornée de deux rubans, le tout contenu dans un très large listel orné en creux d’une couronne ouverte composée de deux branches de laurier croisées à leur base ; une étoile à cinq rais en creux, dans le haut du listel. | Revers : NAPOLEON EMPEREUR // (millésime) Légende en creux, sur un large listel ; dans le champ central 10/ CENT ♦ en deux lignes au-dessus de la lettre d’atelier à droite, du différent à gauche et de la signature cursive Tiolier au centre. | Revers : NAPOLEON EMPEREUR // (millésime) Légende en creux, sur un large listel ; dans le champ central 10/ CENT ♦ en deux lignes au-dessus de la lettre d’atelier à droite, du différent à gauche et de la signature cursive Tiolier au centre. |                            |
| Masse 2 g | Alliage Billon | Diamètre 19 mm | Épaisseur |                            |
| Artiste(s) Pierre-Joseph Tiolier | Artiste(s) Pierre-Joseph Tiolier | Tranche Lisse | Tranche Lisse |                            |
| Millésimes 1807-1810 | | | |                            |
| | | | |                            |
| Remarques – Marque de l'atelier monétaire sur le revers : A (Paris), B (Rouen), BB (Strasbourg), D (Lyon), H (La Rochelle), I (Limoges), M (Toulouse), Q (Perpignan), T (Nantes), W (Lille). Cette pièce, frappée à 32 862 262 d'exemplaires fut en son temps énormément copiée par des faussaires. Elle fut démonétisée le 10 juillet 1845. | | | |                            |
| 10 centimes Napoléon | | | |                            |

### Monnaies en argent

#### Quart de franc
| \| Quart de franc Bonaparte Premier Consul \| | \| Quart de franc Bonaparte Premier Consul \|                                                          | \| Quart de franc Bonaparte Premier Consul \| | \| Quart de franc Bonaparte Premier Consul \| | \| Quart de franc Bonaparte Premier Consul \| |
| --- | --- | --- | --- | --------------------------------------------- |
| Avers et revers | | | |                                               |
| Avers : BONAPARTE PR. CONSUL . Tête nue de Napoléon Bonaparte à droite ; au-dessous Tiolier en cursif. | Avers : BONAPARTE PR. CONSUL . Tête nue de Napoléon Bonaparte à droite ; au-dessous Tiolier en cursif. | Revers : REP. FRA. / • (différent) • AN 12 . • (lettre d’atelier) • QUART dans une couronne composée de deux branches d’olivier, nouées à leur base par un ruban. | Revers : REP. FRA. / • (différent) • AN 12 . • (lettre d’atelier) • QUART dans une couronne composée de deux branches d’olivier, nouées à leur base par un ruban. |                                               |
| Masse 1,25 g | Alliage Argent 900 ‰                                                                                   | Diamètre 15 mm | Épaisseur |                                               |
| Artiste(s) Pierre-Joseph Tiolier | Artiste(s) Pierre-Joseph Tiolier                                                                       | Tranche Pointée et barrée en creux. | Tranche Pointée et barrée en creux. |                                               |
| Millésimes An 12 (1803) | | | |                                               |
| | | | |                                               |
| Remarques – Marque des ateliers monétaires sur le revers : A (Paris), BB (Strasbourg), D (Lyon), I (Limoges), L (Bayonne), M (Toulouse), MA (Marseille), Q (Perpignan), T (Nantes). Au total, cette monnaie a été frappée à 323 039 exemplaires. | | | |                                               |
| Quart de franc Bonaparte Premier Consul | | | |                                               |

| \| Quart de franc, Napoléon Empereur (tête laurée, République Française) \|                                                                                 | \| Quart de franc, Napoléon Empereur (tête laurée, République Française) \|                                                             | \| Quart de franc, Napoléon Empereur (tête laurée, République Française) \|                                                                                        | \| Quart de franc, Napoléon Empereur (tête laurée, République Française) \|                                                                                        | \| Quart de franc, Napoléon Empereur (tête laurée, République Française) \| |
| --- | --- | --- | --- | --------------------------------------------------------------------------- |
| Avers et revers | | | |                                                                             |
| Avers : NAPOLEON EMPEREUR ♦ Tête laurée de Napoléon Ier à droite, un ruban descendant derrière la nuque ; au-dessous Tiolier en cursif.                     | Avers : NAPOLEON EMPEREUR ♦ Tête laurée de Napoléon Ier à droite, un ruban descendant derrière la nuque ; au-dessous Tiolier en cursif. | Revers : RÉP ♦ FRA ♦ / (différent) (millésime) ♦ (lettre d’atelier) QUART dans une couronne composée de deux branches de laurier, nouées à leur base par un ruban. | Revers : RÉP ♦ FRA ♦ / (différent) (millésime) ♦ (lettre d’atelier) QUART dans une couronne composée de deux branches de laurier, nouées à leur base par un ruban. |                                                                             |
| Masse 1,25 g | Alliage Argent 900 ‰ | Diamètre 15 mm | Épaisseur |                                                                             |
| Artiste(s) Pierre-Joseph Tiolier | Artiste(s) Pierre-Joseph Tiolier | Tranche Lisse. | Tranche Lisse. |                                                                             |
| Millésimes 1807-1808 | | | |                                                                             |
| | | | |                                                                             |
| Remarques – Marque des ateliers monétaires sur le revers : A (Paris), I (Limoges), L (Bayonne). Au total, cette monnaie a été frappée à 23 131 exemplaires. | | | |                                                                             |
| Quart de franc, Napoléon Empereur (tête laurée, République Française)                                                                                       | | | |                                                                             |

#### Demi franc
| \| Demi franc Napoléon Empereur (tête nue, calendrier révolutionnaire) \|    | \| Demi franc Napoléon Empereur (tête nue, calendrier révolutionnaire) \|    | \| Demi franc Napoléon Empereur (tête nue, calendrier révolutionnaire) \| | \| Demi franc Napoléon Empereur (tête nue, calendrier révolutionnaire) \| | \| Demi franc Napoléon Empereur (tête nue, calendrier révolutionnaire) \| |
| ---------------------------------------------------------------------------- | ---------------------------------------------------------------------------- | --- | --- | ------------------------------------------------------------------------- |
|                                                                              |                                                                              | | |                                                                           |
| Avers : Tête nue de Napoléon entourée de l’inscription « NAPOLEON EMPEREUR » | Avers : Tête nue de Napoléon entourée de l’inscription « NAPOLEON EMPEREUR » | Revers : La valeur faciale « DEMI FRANC » dans une couronne de deux branches d'olivier. La mention « RÉPUBLIQUE FRANÇAISE » sur le pourtour. Le millésime (au format du calendrier républicain) en bas. | Revers : La valeur faciale « DEMI FRANC » dans une couronne de deux branches d'olivier. La mention « RÉPUBLIQUE FRANÇAISE » sur le pourtour. Le millésime (au format du calendrier républicain) en bas. |                                                                           |
| Masse 2,5 g                                                                  | Alliage Argent 900 ‰                                                         | Diamètre 18 mm | Épaisseur |                                                                           |
| Artiste(s) Pierre-Joseph Tiolier                                             | Artiste(s) Pierre-Joseph Tiolier                                             | Tranche | Tranche |                                                                           |
| Millésimes An 12 (1803) - An 14 (1805)                                       |                                                                              | | |                                                                           |
| Demi franc Napoléon Empereur (tête nue, calendrier révolutionnaire)          |                                                                              | | |                                                                           |

| \| Demi franc Napoléon Empereur (tête nue, calendrier grégorien) \|          | \| Demi franc Napoléon Empereur (tête nue, calendrier grégorien) \|          | \| Demi franc Napoléon Empereur (tête nue, calendrier grégorien) \| | \| Demi franc Napoléon Empereur (tête nue, calendrier grégorien) \| | \| Demi franc Napoléon Empereur (tête nue, calendrier grégorien) \| |
| ---------------------------------------------------------------------------- | ---------------------------------------------------------------------------- | --- | --- | ------------------------------------------------------------------- |
|                                                                              |                                                                              | | |                                                                     |
| Avers : Tête nue de Napoléon entourée de l’inscription « NAPOLEON EMPEREUR » | Avers : Tête nue de Napoléon entourée de l’inscription « NAPOLEON EMPEREUR » | Revers : La valeur faciale « DEMI FRANC » dans une couronne de deux branches d'olivier. La mention « RÉPUBLIQUE FRANÇAISE » sur le pourtour. Le millésime (au format du calendrier grégorien) en bas. | Revers : La valeur faciale « DEMI FRANC » dans une couronne de deux branches d'olivier. La mention « RÉPUBLIQUE FRANÇAISE » sur le pourtour. Le millésime (au format du calendrier grégorien) en bas. |                                                                     |
| Masse 2,5 g                                                                  | Alliage Argent 900 ‰                                                         | Diamètre 18 mm | Épaisseur |                                                                     |
| Artiste(s) Pierre-Joseph Tiolier                                             | Artiste(s) Pierre-Joseph Tiolier                                             | Tranche | Tranche |                                                                     |
| Millésimes 1806-1807                                                         |                                                                              | | |                                                                     |
| Demi franc Napoléon Empereur (tête nue, calendrier grégorien)                |                                                                              | | |                                                                     |

| \| Demi franc Napoléon Empereur (dit "tête de nègre") \|                                               | \| Demi franc Napoléon Empereur (dit "tête de nègre") \|                                               | \| Demi franc Napoléon Empereur (dit "tête de nègre") \| | \| Demi franc Napoléon Empereur (dit "tête de nègre") \| | \| Demi franc Napoléon Empereur (dit "tête de nègre") \| |
| --- | --- | --- | --- | -------------------------------------------------------- |
| | | | |                                                          |
| Avers : Tête nue de Napoléon (version "Tête de Nègre") entourée de l’inscription « NAPOLEON EMPEREUR » | Avers : Tête nue de Napoléon (version "Tête de Nègre") entourée de l’inscription « NAPOLEON EMPEREUR » | Revers : La valeur faciale « DEMI FRANC » dans une couronne de deux branches d'olivier. La mention « RÉPUBLIQUE FRANÇAISE » sur le pourtour. Le millésime (au format du calendrier grégorien) en bas. | Revers : La valeur faciale « DEMI FRANC » dans une couronne de deux branches d'olivier. La mention « RÉPUBLIQUE FRANÇAISE » sur le pourtour. Le millésime (au format du calendrier grégorien) en bas. |                                                          |
| Masse 2,5 g                                                                                            | Alliage Argent 900 ‰                                                                                   | Diamètre 18 mm | Épaisseur |                                                          |
| Artiste(s) Pierre-Joseph Tiolier                                                                       | Artiste(s) Pierre-Joseph Tiolier                                                                       | Tranche | Tranche |                                                          |
| Millésimes 1807                                                                                        | | | |                                                          |
| Demi franc Napoléon Empereur (dit "tête de nègre")                                                     | | | |                                                          |

| \| Demi franc Napoléon Empereur (tête laurée, République Française) \|                                                                  | \| Demi franc Napoléon Empereur (tête laurée, République Française) \|                                                                  | \| Demi franc Napoléon Empereur (tête laurée, République Française) \| | \| Demi franc Napoléon Empereur (tête laurée, République Française) \| | \| Demi franc Napoléon Empereur (tête laurée, République Française) \| |
| --- | --- | --- | --- | ---------------------------------------------------------------------- |
| Avers et revers. | | | |                                                                        |
| Avers : NAPOLEON EMPEREUR ♦ Tête laurée de Napoléon Ier à droite, un ruban descendant derrière la nuque ; au-dessous Tiolier en cursif. | Avers : NAPOLEON EMPEREUR ♦ Tête laurée de Napoléon Ier à droite, un ruban descendant derrière la nuque ; au-dessous Tiolier en cursif. | Revers : RÉPUBLIQUE FRANÇAISE ♦ / (différent) (millésime) ♦ (lettre d’atelier) DEMI / FRANC ♦, en deux lignes, dans une couronne composée de deux branches de laurier, nouées à leur base par un ruban. | Revers : RÉPUBLIQUE FRANÇAISE ♦ / (différent) (millésime) ♦ (lettre d’atelier) DEMI / FRANC ♦, en deux lignes, dans une couronne composée de deux branches de laurier, nouées à leur base par un ruban. |                                                                        |
| Masse 2,5 g | Alliage Argent 900 ‰ | Diamètre 18 mm | Épaisseur |                                                                        |
| Artiste(s) Pierre-Joseph Tiolier | Artiste(s) Pierre-Joseph Tiolier | Tranche Lisse. | Tranche Lisse. |                                                                        |
| Millésimes 1807-1808 | | | |                                                                        |
| | | | |                                                                        |
| Remarques – Ce type monétaire a été frappé à 12 218 113 exemplaires.                                                                    | | | |                                                                        |
| Demi franc Napoléon Empereur (tête laurée, République Française)                                                                        | | | |                                                                        |

| \| Demi franc Napoléon Empereur (tête laurée, Empire Français) \|                                                                       | \| Demi franc Napoléon Empereur (tête laurée, Empire Français) \|                                                                       | \| Demi franc Napoléon Empereur (tête laurée, Empire Français) \| | \| Demi franc Napoléon Empereur (tête laurée, Empire Français) \| | \| Demi franc Napoléon Empereur (tête laurée, Empire Français) \| |
| --- | --- | --- | --- | ----------------------------------------------------------------- |
| Avers et revers. | | | |                                                                   |
| Avers : NAPOLEON EMPEREUR ♦ Tête laurée de Napoléon Ier à droite, un ruban descendant derrière la nuque ; au-dessous Tiolier en cursif. | Avers : NAPOLEON EMPEREUR ♦ Tête laurée de Napoléon Ier à droite, un ruban descendant derrière la nuque ; au-dessous Tiolier en cursif. | Revers : EMPIRE FRANÇAIS ♦ / (différent) (millésime) ♦ (lettre d’atelier) DEMI / FRANC ♦, en deux lignes, dans une couronne composée de deux branches de laurier, nouées à leur base par un ruban. | Revers : EMPIRE FRANÇAIS ♦ / (différent) (millésime) ♦ (lettre d’atelier) DEMI / FRANC ♦, en deux lignes, dans une couronne composée de deux branches de laurier, nouées à leur base par un ruban. |                                                                   |
| Masse 2,5 g | Alliage Argent 900 ‰ | Diamètre 18 mm | Épaisseur |                                                                   |
| Artiste(s) Pierre-Joseph Tiolier | Artiste(s) Pierre-Joseph Tiolier | Tranche Lisse. | Tranche Lisse. |                                                                   |
| Millésimes 1809-1814 | | | |                                                                   |
| | | | |                                                                   |
| Remarques – Ce type monétaire a été frappé à 12 599 191 exemplaires.                                                                    | | | |                                                                   |
| Demi franc Napoléon Empereur (tête laurée, Empire Français)                                                                             | | | |                                                                   |

#### 1 franc
| \| 1 franc Bonaparte Premier Consul \| | \| 1 franc Bonaparte Premier Consul \|                                                                     | \| 1 franc Bonaparte Premier Consul \| | \| 1 franc Bonaparte Premier Consul \| | \| 1 franc Bonaparte Premier Consul \| |
| --- | --- | --- | --- | -------------------------------------- |
| Avers et revers | | | |                                        |
| Avers : BONAPARTE PREMIER CONSUL · Tête nue de Napoléon Bonaparte à droite ; au-dessous Tiolier en cursif. | Avers : BONAPARTE PREMIER CONSUL · Tête nue de Napoléon Bonaparte à droite ; au-dessous Tiolier en cursif. | Revers : RÉPUBLIQUE FRANÇAISE . / .(différent). (millésime). .(lettre d’atelier). 1 / FRANC· en deux lignes, dans une couronne composée de deux branches d’olivier, nouées à leur base par un ruban. | Revers : RÉPUBLIQUE FRANÇAISE . / .(différent). (millésime). .(lettre d’atelier). 1 / FRANC· en deux lignes, dans une couronne composée de deux branches d’olivier, nouées à leur base par un ruban. |                                        |
| Masse 5 g | Alliage Argent 900 ‰                                                                                       | Diamètre 23 mm | Épaisseur |                                        |
| Artiste(s) Pierre-Joseph Tiolier | Artiste(s) Pierre-Joseph Tiolier                                                                           | Tranche Creux | Tranche Creux |                                        |
| Millésimes An 11 (1802-1803) et An 12 (1803) | | | |                                        |
| | | | |                                        |
| Remarques – Marque des ateliers monétaires sur le revers : A (Paris), BB (Strasbourg), D (Lyon), G (Genève), H (La Rochelle), I (Limoges), K (Bordeaux), L (Bayonne), M (Toulouse), MA (Marseille), Q (Perpignan), T (Nantes), U (Turin) et W (Lille). Type frappé à 2 914 938 exemplaires. | | | |                                        |
| 1 franc Bonaparte Premier Consul | | | |                                        |

| \| 1 franc Napoléon Empereur (dit "tête de nègre") \|                                         | \| 1 franc Napoléon Empereur (dit "tête de nègre") \|                                         | \| 1 franc Napoléon Empereur (dit "tête de nègre") \| | \| 1 franc Napoléon Empereur (dit "tête de nègre") \| | \| 1 franc Napoléon Empereur (dit "tête de nègre") \| |
| --------------------------------------------------------------------------------------------- | --------------------------------------------------------------------------------------------- | --- | --- | ----------------------------------------------------- |
| Avers et revers                                                                               |                                                                                               | | |                                                       |
| Avers : NAPOLEON EMPEREUR ♦ Tête nue de Napoléon Ier à droite ; au-dessous Tiolier en cursif. | Avers : NAPOLEON EMPEREUR ♦ Tête nue de Napoléon Ier à droite ; au-dessous Tiolier en cursif. | Revers : RÉPUBLIQUE FRANÇAISE ♦ / (différent) (millésime) ♦ (lettre d’atelier) 1 / FRANC ♦, en deux lignes, dans une couronne composée de deux branches de laurier, nouées à leur base par un ruban.. | Revers : RÉPUBLIQUE FRANÇAISE ♦ / (différent) (millésime) ♦ (lettre d’atelier) 1 / FRANC ♦, en deux lignes, dans une couronne composée de deux branches de laurier, nouées à leur base par un ruban.. |                                                       |
| Masse 5 g                                                                                     | Alliage Argent 900 ‰                                                                          | Diamètre 23 mm | Épaisseur |                                                       |
| Artiste(s) Pierre-Joseph Tiolier                                                              | Artiste(s) Pierre-Joseph Tiolier                                                              | Tranche Inscription « DIEU PROTÈGE LA FRANCE » | Tranche Inscription « DIEU PROTÈGE LA FRANCE » |                                                       |
| Millésimes 1807                                                                               |                                                                                               | | |                                                       |
|                                                                                               |                                                                                               | | |                                                       |
| Remarques – Uniquement frappé avec la marque d'atelier A (Paris) à 99 507 exemplaires.        |                                                                                               | | |                                                       |
| 1 franc Napoléon Empereur (dit "tête de nègre")                                               |                                                                                               | | |                                                       |

| \| 1 franc Napoléon Empereur (tête laurée, République Française) \| | \| 1 franc Napoléon Empereur (tête laurée, République Française) \|                                                                     | \| 1 franc Napoléon Empereur (tête laurée, République Française) \| | \| 1 franc Napoléon Empereur (tête laurée, République Française) \| | \| 1 franc Napoléon Empereur (tête laurée, République Française) \| |
| --- | --- | --- | --- | ------------------------------------------------------------------- |
| Avers et revers | | | |                                                                     |
| Avers : NAPOLEON EMPEREUR ♦ Tête laurée de Napoléon Ier à droite, un ruban descendant derrière la nuque ; au-dessous Tiolier en cursif. | Avers : NAPOLEON EMPEREUR ♦ Tête laurée de Napoléon Ier à droite, un ruban descendant derrière la nuque ; au-dessous Tiolier en cursif. | Revers : RÉPUBLIQUE FRANÇAISE ♦ / (différent) (millésime) ♦ (lettre d’atelier) 1 / FRANC ♦, en deux lignes, dans une couronne composée de deux branches de laurier, nouées à leur base par un ruban.. | Revers : RÉPUBLIQUE FRANÇAISE ♦ / (différent) (millésime) ♦ (lettre d’atelier) 1 / FRANC ♦, en deux lignes, dans une couronne composée de deux branches de laurier, nouées à leur base par un ruban.. |                                                                     |
| Masse 5 g | Alliage Argent 900 ‰ | Diamètre 23 mm | Épaisseur |                                                                     |
| Artiste(s) Pierre-Joseph Tiolier | Artiste(s) Pierre-Joseph Tiolier | Tranche Inscription « DIEU PROTÈGE LA FRANCE » | Tranche Inscription « DIEU PROTÈGE LA FRANCE » |                                                                     |
| Millésimes 1807-1808 | | | |                                                                     |
| | | | |                                                                     |
| Remarques – Marque des ateliers monétaires sur le revers : A (Paris), B (Rouen), BB (Strasbourg), D (Lyon), H (La Rochelle), I (Limoges), K (Bordeaux), L (Bayonne), M (Toulouse), MA (Marseille), Q (Perpignan), T (Nantes), U (Turin) et W (Lille). Ce type a été frappé à 11 869 607 exemplaires. | | | |                                                                     |
| 1 franc Napoléon Empereur (tête laurée, République Française) | | | |                                                                     |

| \| 1 franc Napoléon Empereur (tête laurée, Empire Français) \| | \| 1 franc Napoléon Empereur (tête laurée, Empire Français) \|                                                                          | \| 1 franc Napoléon Empereur (tête laurée, Empire Français) \| | \| 1 franc Napoléon Empereur (tête laurée, Empire Français) \| | \| 1 franc Napoléon Empereur (tête laurée, Empire Français) \| |
| --- | --- | --- | --- | -------------------------------------------------------------- |
| Avers et revers | | | |                                                                |
| Avers : NAPOLEON EMPEREUR ♦ Tête laurée de Napoléon Ier à droite, un ruban descendant derrière la nuque ; au-dessous Tiolier en cursif. | Avers : NAPOLEON EMPEREUR ♦ Tête laurée de Napoléon Ier à droite, un ruban descendant derrière la nuque ; au-dessous Tiolier en cursif. | Revers : EMPIRE FRANÇAIS ♦ / (différent) (millésime) ♦ (lettre d’atelier) 1 / FRANC ♦, en deux lignes, dans une couronne composée de deux branches de laurier, nouées à leur base par un ruban. | Revers : EMPIRE FRANÇAIS ♦ / (différent) (millésime) ♦ (lettre d’atelier) 1 / FRANC ♦, en deux lignes, dans une couronne composée de deux branches de laurier, nouées à leur base par un ruban. |                                                                |
| Masse 5 g | Alliage Argent 900 ‰ | Diamètre 23 mm | Épaisseur |                                                                |
| Artiste(s) Pierre-Joseph Tiolier | Artiste(s) Pierre-Joseph Tiolier | Tranche Inscription « DIEU PROTÈGE LA FRANCE » | Tranche Inscription « DIEU PROTÈGE LA FRANCE » |                                                                |
| Millésimes 1809-1814 | | | |                                                                |
| | | | |                                                                |
| Remarques – Marque des ateliers monétaires sur le revers : A (Paris), B (Rouen), BB (Strasbourg), CL (Gênes), D (Lyon), H (La Rochelle), I (Limoges), K (Bordeaux), L (Bayonne), M (Toulouse), MA (Marseille), Q (Perpignan), R couronné (Rome), T (Nantes), U (Turin), mât et drapeau (Utrecht) et W (Lille). Ce type a été frappé à 10 035 728 exemplaires. | | | |                                                                |
| 1 franc Napoléon Empereur (tête laurée, Empire Français) | | | |                                                                |

#### 2 francs
| \| 2 francs Bonaparte Premier Consul \| | \| 2 francs Bonaparte Premier Consul \|                                                              | \| 2 francs Bonaparte Premier Consul \| | \| 2 francs Bonaparte Premier Consul \| | \| 2 francs Bonaparte Premier Consul \| |
| --- | --- | --- | --- | --------------------------------------- |
| Avers et revers | | | |                                         |
| Avers : BONAPARTE PREMIER CONSUL · Tête nue de Napoléon Ier à droite ; au-dessous Tiolier en cursif. | Avers : BONAPARTE PREMIER CONSUL · Tête nue de Napoléon Ier à droite ; au-dessous Tiolier en cursif. | Revers : RÉPUBLIQUE FRANÇAISE . / (différent) (millésime) . (lettre d’atelier) 2 / FRANCS., en deux lignes, dans une couronne composée de deux branches de laurier, nouées à leur base par un ruban. | Revers : RÉPUBLIQUE FRANÇAISE . / (différent) (millésime) . (lettre d’atelier) 2 / FRANCS., en deux lignes, dans une couronne composée de deux branches de laurier, nouées à leur base par un ruban. |                                         |
| Masse 10 g | Alliage Argent 900 ‰                                                                                 | Diamètre 27 mm | Épaisseur |                                         |
| Artiste(s) Pierre-Joseph Tiolier | Artiste(s) Pierre-Joseph Tiolier                                                                     | Tranche Inscription « DIEU PROTÈGE LA FRANCE » | Tranche Inscription « DIEU PROTÈGE LA FRANCE » |                                         |
| Millésimes An 12 (1803) | | | |                                         |
| | | | |                                         |
| Remarques – Marque des ateliers monétaires sur le revers : A (Paris), BB (Strasbourg), D (Lyon), G (Genève), H (La Rochelle), I (Limoges), K (Bordeaux), L (Bayonne), M (Toulouse), MA (Marseille), Q (Perpignan), T (Nantes) et W (Lille). Type frappé à 454 162 exemplaires. | | | |                                         |
| 2 francs Bonaparte Premier Consul | | | |                                         |

| \| 2 francs Napoléon Empereur (tête nue, calendrier grégorien) \| | \| 2 francs Napoléon Empereur (tête nue, calendrier grégorien) \|                             | \| 2 francs Napoléon Empereur (tête nue, calendrier grégorien) \| | \| 2 francs Napoléon Empereur (tête nue, calendrier grégorien) \| | \| 2 francs Napoléon Empereur (tête nue, calendrier grégorien) \| |
| --- | --------------------------------------------------------------------------------------------- | --- | --- | ----------------------------------------------------------------- |
| Avers et revers |                                                                                               | | |                                                                   |
| Avers : NAPOLEON EMPEREUR . Tête nue de Napoléon Ier à droite ; au-dessous Tiolier en cursif. | Avers : NAPOLEON EMPEREUR . Tête nue de Napoléon Ier à droite ; au-dessous Tiolier en cursif. | Revers : RÉPUBLIQUE FRANÇAISE . / (différent) (millésime) . (lettre d’atelier) 2 / FRANCS., en deux lignes, dans une couronne composée de deux branches de laurier, nouées à leur base par un ruban. | Revers : RÉPUBLIQUE FRANÇAISE . / (différent) (millésime) . (lettre d’atelier) 2 / FRANCS., en deux lignes, dans une couronne composée de deux branches de laurier, nouées à leur base par un ruban. |                                                                   |
| Masse 10 g | Alliage Argent 900 ‰                                                                          | Diamètre 27 mm | Épaisseur |                                                                   |
| Artiste(s) Pierre-Joseph Tiolier | Artiste(s) Pierre-Joseph Tiolier                                                              | Tranche Inscription « DIEU PROTÈGE LA FRANCE » | Tranche Inscription « DIEU PROTÈGE LA FRANCE » |                                                                   |
| Millésimes (1806-1807) |                                                                                               | | |                                                                   |
| |                                                                                               | | |                                                                   |
| Remarques – Marque des ateliers monétaires sur le revers : A (Paris), B (Rouen), BB (Strasbourg), D (Lyon), I (Limoges), K (Bordeaux), L (Bayonne), M (Toulouse), MA (Marseille), Q (Perpignan), U (Turin) et W (Lille). Type frappé à 516 270 exemplaires. |                                                                                               | | |                                                                   |
| 2 francs Napoléon Empereur (tête nue, calendrier grégorien) |                                                                                               | | |                                                                   |

| \| 2 francs Napoléon Empereur (tête laurée, République Française) \| | \| 2 francs Napoléon Empereur (tête laurée, République Française) \|                                                                 | \| 2 francs Napoléon Empereur (tête laurée, République Française) \| | \| 2 francs Napoléon Empereur (tête laurée, République Française) \| | \| 2 francs Napoléon Empereur (tête laurée, République Française) \| |
| --- | --- | --- | --- | -------------------------------------------------------------------- |
| | | | |                                                                      |
| Avers : NAPOLEON EMPEREUR ♦ Tête laurée de Napoléon Ier à droite, un ruban descendant le long du cou ; au-dessous Tiolier en cursif. | Avers : NAPOLEON EMPEREUR ♦ Tête laurée de Napoléon Ier à droite, un ruban descendant le long du cou ; au-dessous Tiolier en cursif. | Revers : RÉPUBLIQUE FRANÇAISE ♦ / (différent) (millésime) ♦ (lettre d’atelier) 2 / FRANCS ♦, en deux lignes, dans une couronne composée de deux branches de laurier, nouées à leur base par un ruban. | Revers : RÉPUBLIQUE FRANÇAISE ♦ / (différent) (millésime) ♦ (lettre d’atelier) 2 / FRANCS ♦, en deux lignes, dans une couronne composée de deux branches de laurier, nouées à leur base par un ruban. |                                                                      |
| Masse 10 g | Alliage Argent 900 ‰ | Diamètre 27 mm | Épaisseur |                                                                      |
| Artiste(s) Pierre-Joseph Tiolier | Artiste(s) Pierre-Joseph Tiolier | Tranche Inscription « DIEU PROTÈGE LA FRANCE » | Tranche Inscription « DIEU PROTÈGE LA FRANCE » |                                                                      |
| Millésimes 1807-1808 | | | |                                                                      |
| | | | |                                                                      |
| Remarques – Marque des ateliers monétaires sur le revers : A (Paris), B (Rouen), I (Limoges), K (Bordeaux), L (Bayonne), M (Toulouse), MA (Marseille), Q (Perpignan), U (Turin) et W (Lille). Type monétaire frappé à 1 523 468 exemplaires. | | | |                                                                      |
| 2 francs Napoléon Empereur (tête laurée, République Française) | | | |                                                                      |

| \| 2 francs Napoléon Empereur (tête laurée, Empire Français) \| | \| 2 francs Napoléon Empereur (tête laurée, Empire Français) \|                                                                      | \| 2 francs Napoléon Empereur (tête laurée, Empire Français) \| | \| 2 francs Napoléon Empereur (tête laurée, Empire Français) \| | \| 2 francs Napoléon Empereur (tête laurée, Empire Français) \| |
| --- | --- | --- | --- | --------------------------------------------------------------- |
| Avers et revers | | | |                                                                 |
| Avers : NAPOLEON EMPEREUR ♦ Tête laurée de Napoléon Ier à droite, un ruban descendant le long du cou ; au-dessous Tiolier en cursif. | Avers : NAPOLEON EMPEREUR ♦ Tête laurée de Napoléon Ier à droite, un ruban descendant le long du cou ; au-dessous Tiolier en cursif. | Revers : EMPIRE FRANÇAIS ♦ / (différent) (millésime) ♦ (lettre d’atelier) 2 / FRANCS ♦, en deux lignes, dans une couronne composée de deux branches de laurier, nouées à leur base par un ruban. | Revers : EMPIRE FRANÇAIS ♦ / (différent) (millésime) ♦ (lettre d’atelier) 2 / FRANCS ♦, en deux lignes, dans une couronne composée de deux branches de laurier, nouées à leur base par un ruban. |                                                                 |
| Masse 10 g | Alliage Argent 900 ‰ | Diamètre 27 mm | Épaisseur |                                                                 |
| Artiste(s) Pierre-Joseph Tiolier | Artiste(s) Pierre-Joseph Tiolier | Tranche Inscription « DIEU PROTÈGE LA FRANCE » | Tranche Inscription « DIEU PROTÈGE LA FRANCE » |                                                                 |
| Millésimes 1809-1814 | | | |                                                                 |
| | | | |                                                                 |
| Remarques – Marque des ateliers monétaires sur le revers : A (Paris), B (Rouen), BB (Strasbourg), CL (Gênes), D (Lyon), H (La Rochelle), I (Limoges), K (Bordeaux), L (Bayonne), M (Toulouse), MA (Marseille), Q (Perpignan), T (Nantes), U (Turin), mât et drapeau (Utrecht) et W (Lille). Ce type a été frappé à 8 009 069 exemplaires. | | | |                                                                 |
| 2 francs Napoléon Empereur (tête laurée, Empire Français) | | | |                                                                 |

| \| 2 francs Napoléon Empereur, les Cent-Jours \|                                                                                     | \| 2 francs Napoléon Empereur, les Cent-Jours \|                                                                                     | \| 2 francs Napoléon Empereur, les Cent-Jours \| | \| 2 francs Napoléon Empereur, les Cent-Jours \| | \| 2 francs Napoléon Empereur, les Cent-Jours \| |
| --- | --- | --- | --- | ------------------------------------------------ |
| Avers et revers | | | |                                                  |
| Avers : NAPOLEON EMPEREUR ♦ Tête laurée de Napoléon Ier à droite, un ruban descendant le long du cou ; au-dessous Tiolier en cursif. | Avers : NAPOLEON EMPEREUR ♦ Tête laurée de Napoléon Ier à droite, un ruban descendant le long du cou ; au-dessous Tiolier en cursif. | Revers : EMPIRE FRANÇAIS ♦ / (différent) (millésime) ♦ (lettre d’atelier) 2 / FRANCS ♦, en deux lignes, dans une couronne composée de deux branches de laurier, nouées à leur base par un ruban. | Revers : EMPIRE FRANÇAIS ♦ / (différent) (millésime) ♦ (lettre d’atelier) 2 / FRANCS ♦, en deux lignes, dans une couronne composée de deux branches de laurier, nouées à leur base par un ruban. |                                                  |
| Masse 10 g | Alliage Argent 900 ‰ | Diamètre 27 mm | Épaisseur |                                                  |
| Artiste(s) Pierre-Joseph Tiolier | Artiste(s) Pierre-Joseph Tiolier | Tranche Inscription « DIEU PROTÈGE LA FRANCE » | Tranche Inscription « DIEU PROTÈGE LA FRANCE » |                                                  |
| Millésimes 1815 | | | |                                                  |
| | | | |                                                  |
| Remarques – Type monétaire frappé uniquement avec la lettre d'atelier A (Paris) à 6 777 exemplaires.                                 | | | |                                                  |
| 2 francs Napoléon Empereur, les Cent-Jours                                                                                           | | | |                                                  |

#### 5 francs
| \| 5 francs Bonaparte Premier Consul \| | \| 5 francs Bonaparte Premier Consul \|                                                                    | \| 5 francs Bonaparte Premier Consul \| | \| 5 francs Bonaparte Premier Consul \| | \| 5 francs Bonaparte Premier Consul \| |
| --- | --- | --- | --- | --------------------------------------- |
| Avers et revers | | | |                                         |
| Avers : BONAPARTE PREMIER CONSUL · Tête nue de Napoléon Bonaparte à droite ; au-dessous Tiolier en cursif. | Avers : BONAPARTE PREMIER CONSUL · Tête nue de Napoléon Bonaparte à droite ; au-dessous Tiolier en cursif. | Revers : RÉPUBLIQUE FRANÇAISE . / .(différent). (millésime). .(lettre d’atelier). 5 / FRANCS· en deux lignes, dans une couronne composée de deux branches d’olivier, nouées à leur base par un ruban. | Revers : RÉPUBLIQUE FRANÇAISE . / .(différent). (millésime). .(lettre d’atelier). 5 / FRANCS· en deux lignes, dans une couronne composée de deux branches d’olivier, nouées à leur base par un ruban. |                                         |
| Masse 25 g | Alliage Argent 900 ‰                                                                                       | Diamètre 37 mm | Épaisseur |                                         |
| Artiste(s) Pierre-Joseph Tiolier | Artiste(s) Pierre-Joseph Tiolier                                                                           | Tranche Inscription « DIEU PROTÈGE LA FRANCE » | Tranche Inscription « DIEU PROTÈGE LA FRANCE » |                                         |
| Millésimes An XI (1802) - an 12 (1803) | | | |                                         |
| | | | |                                         |
| Remarques – Marque des ateliers monétaires sur le revers : A (Paris), B (Rouen), BB (Strasbourg), D (Lyon), G (Genève), H (La Rochelle), I (Limoges), K (Bordeaux), L (Bayonne), M (Toulouse), MA (Marseille), Q (Perpignan), T (Nantes), U (Turin) et W (Lille). Type frappé à 11 543 746 exemplaires. | | | |                                         |
| 5 francs Bonaparte Premier Consul | | | |                                         |

| \| 5 francs Napoléon Empereur (1er buste à tête nue, calendrier révolutionnaire) \| | \| 5 francs Napoléon Empereur (1er buste à tête nue, calendrier révolutionnaire) \| | \| 5 francs Napoléon Empereur (1er buste à tête nue, calendrier révolutionnaire) \| | \| 5 francs Napoléon Empereur (1er buste à tête nue, calendrier révolutionnaire) \| | \| 5 francs Napoléon Empereur (1er buste à tête nue, calendrier révolutionnaire) \| |
| --- | ----------------------------------------------------------------------------------- | --- | --- | ----------------------------------------------------------------------------------- |
| Avers et revers |                                                                                     | | |                                                                                     |
| Avers : Tête nue de Bonaparte entourée de l’inscription « NAPOLÉON EMPEREUR » | Avers : Tête nue de Bonaparte entourée de l’inscription « NAPOLÉON EMPEREUR »       | Revers : La valeur faciale « 5 francs » dans une couronne de deux branches d'olivier. La mention « RÉPUBLIQUE FRANÇAISE » sur le pourtour. Le millésime (au format du calendrier républicain) en bas. | Revers : La valeur faciale « 5 francs » dans une couronne de deux branches d'olivier. La mention « RÉPUBLIQUE FRANÇAISE » sur le pourtour. Le millésime (au format du calendrier républicain) en bas. |                                                                                     |
| Masse 25 g | Alliage Argent 900 ‰                                                                | Diamètre 37 mm | Épaisseur |                                                                                     |
| Artiste(s) Pierre-Joseph Tiolier | Artiste(s) Pierre-Joseph Tiolier                                                    | Tranche Inscription « DIEU PROTÈGE LA FRANCE » | Tranche Inscription « DIEU PROTÈGE LA FRANCE » |                                                                                     |
| Millésimes An 12 (1803) |                                                                                     | | |                                                                                     |
| |                                                                                     | | |                                                                                     |
| Remarques – Marque des ateliers monétaires sur le revers : A (Paris), B (Rouen), BB (Strasbourg), D (Lyon), G (Genève), H (La Rochelle), I (Limoges), K (Bordeaux), L (Bayonne), M (Toulouse), MA (Marseille), Q (Perpignan), T (Nantes), U (Turin) et W (Lille). |                                                                                     | | |                                                                                     |
| 5 francs Napoléon Empereur (1er buste à tête nue, calendrier révolutionnaire) |                                                                                     | | |                                                                                     |

| \| 5 francs Napoléon Empereur (2e buste à tête nue, calendrier révolutionnaire) \| | \| 5 francs Napoléon Empereur (2e buste à tête nue, calendrier révolutionnaire) \| | \| 5 francs Napoléon Empereur (2e buste à tête nue, calendrier révolutionnaire) \| | \| 5 francs Napoléon Empereur (2e buste à tête nue, calendrier révolutionnaire) \| | \| 5 francs Napoléon Empereur (2e buste à tête nue, calendrier révolutionnaire) \| |
| --- | ---------------------------------------------------------------------------------- | --- | --- | ---------------------------------------------------------------------------------- |
| Avers et revers |                                                                                    | | |                                                                                    |
| Avers : Tête nue de Bonaparte entourée de l’inscription « NAPOLÉON EMPEREUR » | Avers : Tête nue de Bonaparte entourée de l’inscription « NAPOLÉON EMPEREUR »      | Revers : La valeur faciale « 5 francs » dans une couronne de deux branches d'olivier. La mention « RÉPUBLIQUE FRANÇAISE » sur le pourtour. Le millésime (au format du calendrier républicain) en bas. | Revers : La valeur faciale « 5 francs » dans une couronne de deux branches d'olivier. La mention « RÉPUBLIQUE FRANÇAISE » sur le pourtour. Le millésime (au format du calendrier républicain) en bas. |                                                                                    |
| Masse 25 g | Alliage Argent 900 ‰                                                               | Diamètre 37 mm | Épaisseur |                                                                                    |
| Artiste(s) Pierre-Joseph Tiolier | Artiste(s) Pierre-Joseph Tiolier                                                   | Tranche Inscription « DIEU PROTÈGE LA FRANCE » | Tranche Inscription « DIEU PROTÈGE LA FRANCE » |                                                                                    |
| Millésimes An 13-14 (1804-1805) |                                                                                    | | |                                                                                    |
| |                                                                                    | | |                                                                                    |
| Remarques – Marque des ateliers monétaires sur le revers : A (Paris), B (Rouen), BB (Strasbourg), D (Lyon), G (Genève), H (La Rochelle), I (Limoges), K (Bordeaux), L (Bayonne), M (Toulouse), MA (Marseille), Q (Perpignan), T (Nantes), U (Turin) et W (Lille). |                                                                                    | | |                                                                                    |
| 5 francs Napoléon Empereur (2e buste à tête nue, calendrier révolutionnaire) |                                                                                    | | |                                                                                    |

| \| 5 francs Napoléon Empereur (tête nue, calendrier grégorien) \| | \| 5 francs Napoléon Empereur (tête nue, calendrier grégorien) \|             | \| 5 francs Napoléon Empereur (tête nue, calendrier grégorien) \| | \| 5 francs Napoléon Empereur (tête nue, calendrier grégorien) \| | \| 5 francs Napoléon Empereur (tête nue, calendrier grégorien) \| |
| --- | ----------------------------------------------------------------------------- | --- | --- | ----------------------------------------------------------------- |
| |                                                                               | | |                                                                   |
| Avers : Tête nue de Bonaparte entourée de l’inscription « NAPOLÉON EMPEREUR » | Avers : Tête nue de Bonaparte entourée de l’inscription « NAPOLÉON EMPEREUR » | Revers : La valeur faciale « 5 francs » dans une couronne de deux branches d'olivier. La mention « RÉPUBLIQUE FRANÇAISE » sur le pourtour. Le millésime (au format du calendrier grégorien) en bas. | Revers : La valeur faciale « 5 francs » dans une couronne de deux branches d'olivier. La mention « RÉPUBLIQUE FRANÇAISE » sur le pourtour. Le millésime (au format du calendrier grégorien) en bas. |                                                                   |
| Masse 25 g | Alliage Argent 900 ‰                                                          | Diamètre 37 mm | Épaisseur |                                                                   |
| Artiste(s) Pierre-Joseph Tiolier | Artiste(s) Pierre-Joseph Tiolier                                              | Tranche Inscription « DIEU PROTÈGE LA FRANCE » | Tranche Inscription « DIEU PROTÈGE LA FRANCE » |                                                                   |
| Millésimes 1806-1807 |                                                                               | | |                                                                   |
| |                                                                               | | |                                                                   |
| Remarques – Marque des ateliers monétaires sur le revers : A (Paris), B (Rouen), BB (Strasbourg), D (Lyon), G (Genève), H (La Rochelle), I (Limoges), K (Bordeaux), L (Bayonne), M (Toulouse), Q (Perpignan), T (Nantes), U (Turin) et W (Lille). |                                                                               | | |                                                                   |
| 5 francs Napoléon Empereur (tête nue, calendrier grégorien) |                                                                               | | |                                                                   |

| \| 5 francs Napoléon Empereur (tête laurée, République Française) \| | \| 5 francs Napoléon Empereur (tête laurée, République Française) \|             | \| 5 francs Napoléon Empereur (tête laurée, République Française) \| | \| 5 francs Napoléon Empereur (tête laurée, République Française) \| | \| 5 francs Napoléon Empereur (tête laurée, République Française) \| |
| --- | -------------------------------------------------------------------------------- | --- | --- | -------------------------------------------------------------------- |
| |                                                                                  | | |                                                                      |
| Avers : Tête laurée de Bonaparte entourée de l’inscription « NAPOLÉON EMPEREUR » | Avers : Tête laurée de Bonaparte entourée de l’inscription « NAPOLÉON EMPEREUR » | Revers : La valeur faciale « 5 francs » dans une couronne de deux branches d'olivier. La mention « RÉPUBLIQUE FRANÇAISE » sur le pourtour. Le millésime (au format du calendrier grégorien) en bas. | Revers : La valeur faciale « 5 francs » dans une couronne de deux branches d'olivier. La mention « RÉPUBLIQUE FRANÇAISE » sur le pourtour. Le millésime (au format du calendrier grégorien) en bas. |                                                                      |
| Masse 25 g | Alliage Argent 900 ‰                                                             | Diamètre 37 mm | Épaisseur |                                                                      |
| Artiste(s) Pierre-Joseph Tiolier | Artiste(s) Pierre-Joseph Tiolier                                                 | Tranche Inscription « DIEU PROTÈGE LA FRANCE » | Tranche Inscription « DIEU PROTÈGE LA FRANCE » |                                                                      |
| Millésimes 1807-1808 |                                                                                  | | |                                                                      |
| |                                                                                  | | |                                                                      |
| Remarques – Marque des ateliers monétaires sur le revers : A (Paris), B (Rouen), BB (Strasbourg), D (Lyon), H (La Rochelle), I (Limoges), K (Bordeaux), L (Bayonne), M (Toulouse), MA (Marseille), Q (Perpignan), T (Nantes), U (Turin) et W (Lille). |                                                                                  | | |                                                                      |
| 5 francs Napoléon Empereur (tête laurée, République Française) |                                                                                  | | |                                                                      |

| \| 5 francs Napoléon Empereur (tête laurée, Empire Français) \| | \| 5 francs Napoléon Empereur (tête laurée, Empire Français) \|                                                                     | \| 5 francs Napoléon Empereur (tête laurée, Empire Français) \| | \| 5 francs Napoléon Empereur (tête laurée, Empire Français) \| | \| 5 francs Napoléon Empereur (tête laurée, Empire Français) \| |
| --- | --- | --- | --- | --------------------------------------------------------------- |
| Avers et revers | | | |                                                                 |
| Avers : NAPOLEON EMPEREUR ♦ Tête laurée de Napoléon Ier à droite, un ruban descendant derrière la nuque ; au-dessous Tr. en cursif. | Avers : NAPOLEON EMPEREUR ♦ Tête laurée de Napoléon Ier à droite, un ruban descendant derrière la nuque ; au-dessous Tr. en cursif. | Revers : EMPIRE FRANÇAIS ♦ / (différent) (millésime) ♦ (lettre d’atelier) 5 / FRANCS ♦, en deux lignes, dans une couronne composée de deux branches de laurier, nouées à leur base par un ruban. | Revers : EMPIRE FRANÇAIS ♦ / (différent) (millésime) ♦ (lettre d’atelier) 5 / FRANCS ♦, en deux lignes, dans une couronne composée de deux branches de laurier, nouées à leur base par un ruban. |                                                                 |
| Masse 25 g | Alliage Argent 900 ‰ | Diamètre 37 mm | Épaisseur |                                                                 |
| Artiste(s) Pierre-Joseph Tiolier | Artiste(s) Pierre-Joseph Tiolier | Tranche Inscription « DIEU PROTÈGE LA FRANCE » | Tranche Inscription « DIEU PROTÈGE LA FRANCE » |                                                                 |
| Millésimes 1809-1814 | | | |                                                                 |
| | | | |                                                                 |
| Remarques – Marque des ateliers monétaires sur le revers : A (Paris), B (Rouen), BB (Strasbourg), CL (Gênes), D (Lyon), H (La Rochelle), I (Limoges), K (Bordeaux), L (Bayonne), M (Toulouse), MA (Marseille), Q (Perpignan), R couronné (Rome), T (Nantes), U (Turin), Utrecht et W (Lille). Cette pièce a également été émise en 1815 durant la période des Cent-Jours | | | |                                                                 |
| 5 francs Napoléon Empereur (tête laurée, Empire Français) | | | |                                                                 |

### Monnaies en or

#### 20 francs
| \| 20 francs Bonaparte Premier Consul \|                                             | \| 20 francs Bonaparte Premier Consul \|                                             | \| 20 francs Bonaparte Premier Consul \| | \| 20 francs Bonaparte Premier Consul \| | \| 20 francs Bonaparte Premier Consul \| |
| ------------------------------------------------------------------------------------ | ------------------------------------------------------------------------------------ | --- | --- | ---------------------------------------- |
| Avers et revers                                                                      |                                                                                      | | |                                          |
| Avers : Tête nue de Napoléon entourée de l’inscription « BONAPARTE, PREMIER CONSUL » | Avers : Tête nue de Napoléon entourée de l’inscription « BONAPARTE, PREMIER CONSUL » | Revers : La valeur faciale « 20 FRANCS » dans une couronne de deux branches d'olivier. La mention « RÉPUBLIQUE FRANÇAISE » sur le pourtour. Le millésime (au format du calendrier républicain) en bas. | Revers : La valeur faciale « 20 FRANCS » dans une couronne de deux branches d'olivier. La mention « RÉPUBLIQUE FRANÇAISE » sur le pourtour. Le millésime (au format du calendrier républicain) en bas. |                                          |
| Masse 6,45 g                                                                         | Alliage Or 900 ‰ dont 5,8 g pur.                                                     | Diamètre 21 mm | Épaisseur |                                          |
| Artiste(s) Pierre-Joseph Tiolier                                                     | Artiste(s) Pierre-Joseph Tiolier                                                     | Tranche Inscription « DIEU PROTÈGE LA FRANCE » | Tranche Inscription « DIEU PROTÈGE LA FRANCE » |                                          |
| Millésimes An 11 (1802-1803) et An 12 (1803-1804)                                    |                                                                                      | | |                                          |
|                                                                                      |                                                                                      | | |                                          |
| Remarques – Marque de l'atelier monétaire sur le revers : A (Paris).                 |                                                                                      | | |                                          |
| 20 francs Bonaparte Premier Consul                                                   |                                                                                      | | |                                          |

| \| 20 francs Napoléon Empereur (1er buste à tête nue) \|                     | \| 20 francs Napoléon Empereur (1er buste à tête nue) \|                     | \| 20 francs Napoléon Empereur (1er buste à tête nue) \| | \| 20 francs Napoléon Empereur (1er buste à tête nue) \| | \| 20 francs Napoléon Empereur (1er buste à tête nue) \| |
| ---------------------------------------------------------------------------- | ---------------------------------------------------------------------------- | --- | --- | -------------------------------------------------------- |
| Avers et revers                                                              |                                                                              | | |                                                          |
| Avers : Tête nue de Napoléon entourée de l’inscription « NAPOLÉON EMPEREUR » | Avers : Tête nue de Napoléon entourée de l’inscription « NAPOLÉON EMPEREUR » | Revers : La valeur faciale « 20 FRANCS » dans une couronne de deux branches d'olivier. La mention « RÉPUBLIQUE FRANÇAISE » sur le pourtour. Le millésime (au format du calendrier républicain) en bas. | Revers : La valeur faciale « 20 FRANCS » dans une couronne de deux branches d'olivier. La mention « RÉPUBLIQUE FRANÇAISE » sur le pourtour. Le millésime (au format du calendrier républicain) en bas. |                                                          |
| Masse 6,45 g                                                                 | Alliage Or 900 ‰ dont 5,8 g pur.                                             | Diamètre 21 mm | Épaisseur |                                                          |
| Artiste(s) Pierre-Joseph Tiolier et Jean-Pierre Droz                         | Artiste(s) Pierre-Joseph Tiolier et Jean-Pierre Droz                         | Tranche Inscription « DIEU PROTÈGE LA FRANCE » | Tranche Inscription « DIEU PROTÈGE LA FRANCE » |                                                          |
| Millésimes An 12 (1803-1804)                                                 |                                                                              | | |                                                          |
|                                                                              |                                                                              | | |                                                          |
| Remarques – Marque de l'atelier monétaire sur le revers : A (Paris).         |                                                                              | | |                                                          |
| 20 francs Napoléon Empereur (1er buste à tête nue)                           |                                                                              | | |                                                          |

| \| 20 francs Napoléon Empereur (2e buste à tête nue) \|                                                                              | \| 20 francs Napoléon Empereur (2e buste à tête nue) \|                      | \| 20 francs Napoléon Empereur (2e buste à tête nue) \| | \| 20 francs Napoléon Empereur (2e buste à tête nue) \| | \| 20 francs Napoléon Empereur (2e buste à tête nue) \| |
| --- | ---------------------------------------------------------------------------- | --- | --- | ------------------------------------------------------- |
| |                                                                              | | |                                                         |
| Avers : Tête nue de Napoléon entourée de l’inscription « NAPOLÉON EMPEREUR »                                                         | Avers : Tête nue de Napoléon entourée de l’inscription « NAPOLÉON EMPEREUR » | Revers : La valeur faciale « 20 FRANCS » dans une couronne de deux branches d'olivier. La mention « RÉPUBLIQUE FRANÇAISE » sur le pourtour. Le millésime (au format du calendrier républicain ou du calendrier grégorien) en bas. | Revers : La valeur faciale « 20 FRANCS » dans une couronne de deux branches d'olivier. La mention « RÉPUBLIQUE FRANÇAISE » sur le pourtour. Le millésime (au format du calendrier républicain ou du calendrier grégorien) en bas. |                                                         |
| Masse 6,45 g | Alliage Or 900 ‰ dont 5,8 g pur.                                             | Diamètre 21 mm | Épaisseur |                                                         |
| Artiste(s) Pierre-Joseph Tiolier et Jean-Pierre Droz,                                                                                | Artiste(s) Pierre-Joseph Tiolier et Jean-Pierre Droz,                        | Tranche Inscription « DIEU PROTÈGE LA FRANCE » | Tranche Inscription « DIEU PROTÈGE LA FRANCE » |                                                         |
| Millésimes An 13-14 (1804-1805) et 1806                                                                                              |                                                                              | | |                                                         |
| |                                                                              | | |                                                         |
| Remarques – Marque de l'atelier monétaire sur le revers : A (Paris), I (Limoges), Q (Perpignan), T (Nantes), U (Turin) et W (Lille). |                                                                              | | |                                                         |
| 20 francs Napoléon Empereur (2e buste à tête nue)                                                                                    |                                                                              | | |                                                         |

| \| 20 francs Napoléon Empereur (tête nue, grosse tête) \|                                                  | \| 20 francs Napoléon Empereur (tête nue, grosse tête) \|                    | \| 20 francs Napoléon Empereur (tête nue, grosse tête) \| | \| 20 francs Napoléon Empereur (tête nue, grosse tête) \| | \| 20 francs Napoléon Empereur (tête nue, grosse tête) \| |
| --- | ---------------------------------------------------------------------------- | --- | --- | --------------------------------------------------------- |
| |                                                                              | | |                                                           |
| Avers : Tête nue de Napoléon entourée de l’inscription « NAPOLÉON EMPEREUR »                               | Avers : Tête nue de Napoléon entourée de l’inscription « NAPOLÉON EMPEREUR » | Revers : La valeur faciale « 20 FRANCS » dans une couronne de deux branches d'olivier. La mention « RÉPUBLIQUE FRANÇAISE » sur le pourtour. Le millésime (au format du calendrier grégorien) en bas. | Revers : La valeur faciale « 20 FRANCS » dans une couronne de deux branches d'olivier. La mention « RÉPUBLIQUE FRANÇAISE » sur le pourtour. Le millésime (au format du calendrier grégorien) en bas. |                                                           |
| Masse 6,45 g                                                                                               | Alliage Or 900 ‰ dont 5,8 g pur.                                             | Diamètre 21 mm | Épaisseur |                                                           |
| Artiste(s) Pierre-Joseph Tiolier et Jean-Pierre Droz                                                       | Artiste(s) Pierre-Joseph Tiolier et Jean-Pierre Droz                         | Tranche Inscription « DIEU PROTÈGE LA FRANCE » | Tranche Inscription « DIEU PROTÈGE LA FRANCE » |                                                           |
| Millésimes 1807                                                                                            |                                                                              | | |                                                           |
| |                                                                              | | |                                                           |
| Remarques – Marque de l'atelier monétaire sur le revers : A (Paris), M (Toulouse), U (Turin) et W (Lille). |                                                                              | | |                                                           |
| 20 francs Napoléon Empereur (tête nue, grosse tête)                                                        |                                                                              | | |                                                           |

| \| 20 francs Napoléon Empereur (tête laurée, République Française) \|                                                                   | \| 20 francs Napoléon Empereur (tête laurée, République Française) \|        | \| 20 francs Napoléon Empereur (tête laurée, République Française) \| | \| 20 francs Napoléon Empereur (tête laurée, République Française) \| | \| 20 francs Napoléon Empereur (tête laurée, République Française) \| |
| --- | ---------------------------------------------------------------------------- | --- | --- | --------------------------------------------------------------------- |
| Avers et revers |                                                                              | | |                                                                       |
| Avers : Tête nue de Napoléon entourée de l’inscription « NAPOLÉON EMPEREUR »                                                            | Avers : Tête nue de Napoléon entourée de l’inscription « NAPOLÉON EMPEREUR » | Revers : La valeur faciale « 20 FRANCS » dans une couronne de deux branches d'olivier. La mention « RÉPUBLIQUE FRANÇAISE » sur le pourtour. Le millésime (au format du calendrier grégorien) en bas. | Revers : La valeur faciale « 20 FRANCS » dans une couronne de deux branches d'olivier. La mention « RÉPUBLIQUE FRANÇAISE » sur le pourtour. Le millésime (au format du calendrier grégorien) en bas. |                                                                       |
| Masse 6,45 g | Alliage Or 900 ‰ dont 5,8 g pur.                                             | Diamètre 21 mm | Épaisseur |                                                                       |
| Artiste(s) Pierre-Joseph Tiolier et Jean-Pierre Droz                                                                                    | Artiste(s) Pierre-Joseph Tiolier et Jean-Pierre Droz                         | Tranche Inscription « DIEU PROTÈGE LA FRANCE » | Tranche Inscription « DIEU PROTÈGE LA FRANCE » |                                                                       |
| Millésimes 1807-1808 |                                                                              | | |                                                                       |
| |                                                                              | | |                                                                       |
| Remarques – Marque de l'atelier monétaire sur le revers : A (Paris), K (Bordeaux), M (Toulouse), U (Turin), Q (Perpignan) et W (Lille). |                                                                              | | |                                                                       |
| 20 francs Napoléon Empereur (tête laurée, République Française)                                                                         |                                                                              | | |                                                                       |

| \| 20 francs Napoléon Empereur (tête laurée, Empire Français) \| | \| 20 francs Napoléon Empereur (tête laurée, Empire Français) \|             | \| 20 francs Napoléon Empereur (tête laurée, Empire Français) \| | \| 20 francs Napoléon Empereur (tête laurée, Empire Français) \| | \| 20 francs Napoléon Empereur (tête laurée, Empire Français) \| |
| --- | ---------------------------------------------------------------------------- | --- | --- | ---------------------------------------------------------------- |
| Avers et revers |                                                                              | | |                                                                  |
| Avers : Tête nue de Napoléon entourée de l’inscription « NAPOLÉON EMPEREUR » | Avers : Tête nue de Napoléon entourée de l’inscription « NAPOLÉON EMPEREUR » | Revers : La valeur faciale « 20 FRANCS » dans une couronne de deux branches d'olivier. La mention « EMPIRE FRANÇAIS » sur le pourtour. Le millésime (au format du calendrier grégorien) en bas. | Revers : La valeur faciale « 20 FRANCS » dans une couronne de deux branches d'olivier. La mention « EMPIRE FRANÇAIS » sur le pourtour. Le millésime (au format du calendrier grégorien) en bas. |                                                                  |
| Masse 6,45 g | Alliage Or 900 ‰ dont 5,8 g pur.                                             | Diamètre 21 mm | Épaisseur |                                                                  |
| Artiste(s) Pierre-Joseph Tiolier et Jean-Pierre Droz | Artiste(s) Pierre-Joseph Tiolier et Jean-Pierre Droz                         | Tranche Inscription « DIEU PROTÈGE LA FRANCE » | Tranche Inscription « DIEU PROTÈGE LA FRANCE » |                                                                  |
| Millésimes 1809-1814 |                                                                              | | |                                                                  |
| |                                                                              | | |                                                                  |
| Remarques – Marque de l'atelier monétaire sur le revers : A (Paris), CL Gênes, H (La Rochelle), K (Bordeaux), L (Bayonne), M (Toulouse), U (Turin), Q (Perpignan), R (Rome), Utrecht et W (Lille). |                                                                              | | |                                                                  |
| 20 francs Napoléon Empereur (tête laurée, Empire Français) |                                                                              | | |                                                                  |

| \| 20 francs Napoléon Empereur (tête laurée, Cent-Jours) \|                                    | \| 20 francs Napoléon Empereur (tête laurée, Cent-Jours) \|                  | \| 20 francs Napoléon Empereur (tête laurée, Cent-Jours) \| | \| 20 francs Napoléon Empereur (tête laurée, Cent-Jours) \| | \| 20 francs Napoléon Empereur (tête laurée, Cent-Jours) \| |
| ---------------------------------------------------------------------------------------------- | ---------------------------------------------------------------------------- | --- | --- | ----------------------------------------------------------- |
|                                                                                                |                                                                              | | |                                                             |
| Avers : Tête nue de Napoléon entourée de l’inscription « NAPOLÉON EMPEREUR »                   | Avers : Tête nue de Napoléon entourée de l’inscription « NAPOLÉON EMPEREUR » | Revers : La valeur faciale « 20 FRANCS » dans une couronne de deux branches d'olivier. La mention « EMPIRE FRANÇAIS » sur le pourtour. Le millésime (au format du calendrier grégorien) en bas. | Revers : La valeur faciale « 20 FRANCS » dans une couronne de deux branches d'olivier. La mention « EMPIRE FRANÇAIS » sur le pourtour. Le millésime (au format du calendrier grégorien) en bas. |                                                             |
| Masse 6,45 g                                                                                   | Alliage Or 900 ‰ dont 5,8 g pur.                                             | Diamètre 21 mm | Épaisseur |                                                             |
| Artiste(s) Pierre-Joseph Tiolier et Jean-Pierre Droz                                           | Artiste(s) Pierre-Joseph Tiolier et Jean-Pierre Droz                         | Tranche Inscription « DIEU PROTÈGE LA FRANCE » | Tranche Inscription « DIEU PROTÈGE LA FRANCE » |                                                             |
| Millésimes 1815                                                                                |                                                                              | | |                                                             |
|                                                                                                |                                                                              | | |                                                             |
| Remarques – Marque de l'atelier monétaire sur le revers : A (Paris), L (Bayonne) et W (Lille). |                                                                              | | |                                                             |
| 20 francs Napoléon Empereur (tête laurée, Cent-Jours)                                          |                                                                              | | |                                                             |

#### 40 francs
| \| 40 francs Bonaparte, Premier Consul \|                                           | \| 40 francs Bonaparte, Premier Consul \|                                           | \| 40 francs Bonaparte, Premier Consul \| | \| 40 francs Bonaparte, Premier Consul \| | \| 40 francs Bonaparte, Premier Consul \| |
| ----------------------------------------------------------------------------------- | ----------------------------------------------------------------------------------- | --- | --- | ----------------------------------------- |
| Avers et revers                                                                     |                                                                                     | | |                                           |
| Avers : Tête nue de Napoléon entourée de l’inscription « BONAPARTE PREMIER CONSUL » | Avers : Tête nue de Napoléon entourée de l’inscription « BONAPARTE PREMIER CONSUL » | Revers : La valeur faciale « 40 FRANCS » dans une couronne de deux branches d'olivier. La mention « RÉPUBLIQUE FRANÇAISE » sur le pourtour. Le millésime (au format du calendrier républicain) en bas. | Revers : La valeur faciale « 40 FRANCS » dans une couronne de deux branches d'olivier. La mention « RÉPUBLIQUE FRANÇAISE » sur le pourtour. Le millésime (au format du calendrier républicain) en bas. |                                           |
| Masse 12,9 g                                                                        | Alliage Or 900 ‰ dont 11,6 g pur.                                                   | Diamètre 26 mm | Épaisseur |                                           |
| Artiste(s) Pierre-Joseph Tiolier                                                    | Artiste(s) Pierre-Joseph Tiolier                                                    | Tranche Inscription « DIEU PROTÈGE LA FRANCE » | Tranche Inscription « DIEU PROTÈGE LA FRANCE » |                                           |
| Millésimes An 11 (1802-1803) et An 12 (1803-1804)                                   |                                                                                     | | |                                           |
|                                                                                     |                                                                                     | | |                                           |
| Remarques – Marque de l'atelier monétaire sur le revers : A (Paris).                |                                                                                     | | |                                           |
| 40 francs Bonaparte, Premier Consul                                                 |                                                                                     | | |                                           |

| \| 40 francs Napoléon Empereur (tête nue) \|                                                                             | \| 40 francs Napoléon Empereur (tête nue) \|                                 | \| 40 francs Napoléon Empereur (tête nue) \| | \| 40 francs Napoléon Empereur (tête nue) \| | \| 40 francs Napoléon Empereur (tête nue) \| |
| --- | ---------------------------------------------------------------------------- | --- | --- | -------------------------------------------- |
| |                                                                              | | |                                              |
| Avers : Tête nue de Napoléon entourée de l’inscription « NAPOLÉON EMPEREUR »                                             | Avers : Tête nue de Napoléon entourée de l’inscription « NAPOLÉON EMPEREUR » | Revers : La valeur faciale « 40 FRANCS » dans une couronne de deux branches d'olivier. La mention « RÉPUBLIQUE FRANÇAISE » sur le pourtour. Le millésime (au format du calendrier républicain ou du calendrier grégorien) en bas. | Revers : La valeur faciale « 40 FRANCS » dans une couronne de deux branches d'olivier. La mention « RÉPUBLIQUE FRANÇAISE » sur le pourtour. Le millésime (au format du calendrier républicain ou du calendrier grégorien) en bas. |                                              |
| Masse 12,9 g | Alliage Or 900 ‰ dont 11,6 g pur.                                            | Diamètre 26 mm | Épaisseur |                                              |
| Artiste(s) Pierre-Joseph Tiolier et Jean-Pierre Droz                                                                     | Artiste(s) Pierre-Joseph Tiolier et Jean-Pierre Droz                         | Tranche Inscription « DIEU PROTÈGE LA FRANCE » | Tranche Inscription « DIEU PROTÈGE LA FRANCE » |                                              |
| Millésimes An 13-14 et 1806-1807                                                                                         |                                                                              | | |                                              |
| |                                                                              | | |                                              |
| Remarques – Marque des ateliers monétaires sur le revers : A (Paris), I (Limoges), M (Toulouse), U (Turin) et W (Lille). |                                                                              | | |                                              |
| 40 francs Napoléon Empereur (tête nue)                                                                                   |                                                                              | | |                                              |

| \| 40 francs Napoléon Empereur (tête laurée, République Française) \|                                                       | \| 40 francs Napoléon Empereur (tête laurée, République Française) \|        | \| 40 francs Napoléon Empereur (tête laurée, République Française) \| | \| 40 francs Napoléon Empereur (tête laurée, République Française) \| | \| 40 francs Napoléon Empereur (tête laurée, République Française) \| |
| --- | ---------------------------------------------------------------------------- | --- | --- | --------------------------------------------------------------------- |
| Avers et revers |                                                                              | | |                                                                       |
| Avers : Tête nue de Napoléon entourée de l’inscription « NAPOLÉON EMPEREUR »                                                | Avers : Tête nue de Napoléon entourée de l’inscription « NAPOLÉON EMPEREUR » | Revers : La valeur faciale « 40 FRANCS » dans une couronne de deux branches d'olivier. La mention « RÉPUBLIQUE FRANÇAISE » sur le pourtour. Le millésime (au format du calendrier grégorien) en bas. | Revers : La valeur faciale « 40 FRANCS » dans une couronne de deux branches d'olivier. La mention « RÉPUBLIQUE FRANÇAISE » sur le pourtour. Le millésime (au format du calendrier grégorien) en bas. |                                                                       |
| Masse 12,9 g | Alliage Or 900 ‰ dont 11,6 g pur.                                            | Diamètre 26 mm | Épaisseur |                                                                       |
| Artiste(s) Pierre-Joseph Tiolier et Jean-Pierre Droz                                                                        | Artiste(s) Pierre-Joseph Tiolier et Jean-Pierre Droz                         | Tranche Inscription « DIEU PROTÈGE LA FRANCE » | Tranche Inscription « DIEU PROTÈGE LA FRANCE » |                                                                       |
| Millésimes 1807-1808 |                                                                              | | |                                                                       |
| |                                                                              | | |                                                                       |
| Remarques – Marque de l'atelier monétaire sur le revers : A (Paris), H (La Rochelle), M (Toulouse), U (Turin) et W (Lille). |                                                                              | | |                                                                       |
| 40 francs Napoléon Empereur (tête laurée, République Française)                                                             |                                                                              | | |                                                                       |

| \| 40 francs Napoléon Empereur (tête laurée, Empire Français) \|                                                        | \| 40 francs Napoléon Empereur (tête laurée, Empire Français) \|             | \| 40 francs Napoléon Empereur (tête laurée, Empire Français) \| | \| 40 francs Napoléon Empereur (tête laurée, Empire Français) \| | \| 40 francs Napoléon Empereur (tête laurée, Empire Français) \| |
| --- | ---------------------------------------------------------------------------- | --- | --- | ---------------------------------------------------------------- |
| Avers et revers |                                                                              | | |                                                                  |
| Avers : Tête nue de Napoléon entourée de l’inscription « NAPOLÉON EMPEREUR »                                            | Avers : Tête nue de Napoléon entourée de l’inscription « NAPOLÉON EMPEREUR » | Revers : La valeur faciale « 40 FRANCS » dans une couronne de deux branches d'olivier. La mention « EMPIRE FRANÇAIS » sur le pourtour. Le millésime (au format du calendrier grégorien) en bas. | Revers : La valeur faciale « 40 FRANCS » dans une couronne de deux branches d'olivier. La mention « EMPIRE FRANÇAIS » sur le pourtour. Le millésime (au format du calendrier grégorien) en bas. |                                                                  |
| Masse 12,9 g. | Alliage Or 900 ‰ dont 11,6 g pur.                                            | Diamètre 26 mm | Épaisseur |                                                                  |
| Artiste(s) Pierre-Joseph Tiolier et Jean-Pierre Droz                                                                    | Artiste(s) Pierre-Joseph Tiolier et Jean-Pierre Droz                         | Tranche Inscription « DIEU PROTÈGE LA FRANCE » | Tranche Inscription « DIEU PROTÈGE LA FRANCE » |                                                                  |
| Millésimes 1809-1813 |                                                                              | | |                                                                  |
| |                                                                              | | |                                                                  |
| Remarques – Marque de l'atelier monétaire sur le revers : A (Paris), CL Gênes, K (Bordeaux), M (Toulouse) et W (Lille). |                                                                              | | |                                                                  |
| 40 francs Napoléon Empereur (tête laurée, Empire Français)                                                              |                                                                              | | |                                                                  |

### Monnaies obsidionales
Durant le siège d'Anvers, en 1814, le chef du gouvernement de la ville, Lazare Carnot décide de remédier au manque de petite monnaie : les chantiers navals et l'arsenal de la marine, fabriquent un grand nombre de pièces obsidionales (monnaie de siège) d'une valeur de 5 centimes et 10 centimes. Toutes reprennent le monogramme N de Napoléon entouré de lauriers sur le revers avec la mention de la ville d'Anvers.
En raison de la chute de Napoléon et de l'arrivée au pouvoir de Louis XVIII, le monogramme N présent sur l'avers de ces frappes sera remplacé par le monogramme LL.
Le siège de Strasbourg en 1814 a également donné lieu à une frappe de monnaies réalisées avec des flans de cuivre ou de bronze de canon. Ce sont des décimes inspirés de ceux du Directoire à la différence près que l'effigie de Marianne est remplacée par une couronne fermée avec une N ou une L couronnée selon le dirigeant français entre 1814 et 1815.

#### La production d'Anvers

##### 5 centimes
| \| 5 centimes d'Anvers (atelier de Wolschot) \|                                                                                                  | \| 5 centimes d'Anvers (atelier de Wolschot) \|                                                                         | \| 5 centimes d'Anvers (atelier de Wolschot) \|    | \| 5 centimes d'Anvers (atelier de Wolschot) \|    | \| 5 centimes d'Anvers (atelier de Wolschot) \| |
| --- | --- | -------------------------------------------------- | -------------------------------------------------- | ----------------------------------------------- |
| Avers et revers | |                                                    |                                                    |                                                 |
| Avers : ANVERS / 1814 Au centre N dans une couronne formée de deux branches de laurier nouées à leur base par un ruban.                          | Avers : ANVERS / 1814 Au centre N dans une couronne formée de deux branches de laurier nouées à leur base par un ruban. | Revers : MONNAIE / OBSIDIONALE Au centre 5 / CENT. | Revers : MONNAIE / OBSIDIONALE Au centre 5 / CENT. |                                                 |
| Masse 12.5 gr | Alliage cuivre ou bronze de canon                                                                                       | Diamètre 29 à 31 mm                                | Épaisseur                                          |                                                 |
| Artiste(s) Louis Ricquier et Peter Walter Van De Goor                                                                                            | Artiste(s) Louis Ricquier et Peter Walter Van De Goor                                                                   | Tranche Brute.                                     | Tranche Brute.                                     |                                                 |
| Millésimes 1814 | |                                                    |                                                    |                                                 |
| | |                                                    |                                                    |                                                 |
| Remarques – Existe sans signature ou avec un petit V au-dessus ou sous le nœud. Frappé à 14 028 exemplaires entre le 15 mars et le 9 avril 1814. | |                                                    |                                                    |                                                 |
| 5 centimes d'Anvers (atelier de Wolschot) | |                                                    |                                                    |                                                 |

| \| 5 centimes d'Anvers (atelier de l'arsenal de la marine) \| | \| 5 centimes d'Anvers (atelier de l'arsenal de la marine) \| | \| 5 centimes d'Anvers (atelier de l'arsenal de la marine) \| | \| 5 centimes d'Anvers (atelier de l'arsenal de la marine) \| | \| 5 centimes d'Anvers (atelier de l'arsenal de la marine) \| |
| --- | --- | ------------------------------------------------------------- | ------------------------------------------------------------- | ------------------------------------------------------------- |
| Avers et revers | |                                                               |                                                               |                                                               |
| Avers : ANVERS / 1814 Au centre N dans une couronne formée de deux branches de laurier nouées à leur base par un ruban sur lequel se trouve la signature abrégée J•L•G•N• du graveur. | Avers : ANVERS / 1814 Au centre N dans une couronne formée de deux branches de laurier nouées à leur base par un ruban sur lequel se trouve la signature abrégée J•L•G•N• du graveur. | Revers : MONNAIE / OBSIDIONALE Au centre 5 / CENT.            | Revers : MONNAIE / OBSIDIONALE Au centre 5 / CENT.            |                                                               |
| Masse 12.5 g | Alliage cuivre ou bronze de canon | Diamètre 29 à 31 mm                                           | Épaisseur                                                     |                                                               |
| Artiste(s) Jean Louis Gagnepain | Artiste(s) Jean Louis Gagnepain | Tranche Brute.                                                | Tranche Brute.                                                |                                                               |
| Millésimes 1814 | |                                                               |                                                               |                                                               |
| | |                                                               |                                                               |                                                               |
| Remarques – Il existe de rares exemplaires à tranche cannelée. Frappé à 16 800 exemplaires entre le 7 et le 18 avril 1814.                                                            | |                                                               |                                                               |                                                               |
| 5 centimes d'Anvers (atelier de l'arsenal de la marine) | |                                                               |                                                               |                                                               |

##### 10 centimes
| \| 10 centimes d'Anvers (atelier de Wolschot) \| | \| 10 centimes d'Anvers (atelier de Wolschot) \|                                                                        | \| 10 centimes d'Anvers (atelier de Wolschot) \|    | \| 10 centimes d'Anvers (atelier de Wolschot) \|    | \| 10 centimes d'Anvers (atelier de Wolschot) \| |
| --- | --- | --------------------------------------------------- | --------------------------------------------------- | ------------------------------------------------ |
| Avers et revers | |                                                     |                                                     |                                                  |
| Avers : ANVERS / 1814 Au centre N dans une couronne formée de deux branches de laurier nouées à leur base par un ruban.                               | Avers : ANVERS / 1814 Au centre N dans une couronne formée de deux branches de laurier nouées à leur base par un ruban. | Revers : MONNAIE / OBSIDIONALE Au centre 10 / CENT. | Revers : MONNAIE / OBSIDIONALE Au centre 10 / CENT. |                                                  |
| Masse 25 g | Alliage cuivre ou bronze de canon                                                                                       | Diamètre 34 mm                                      | Épaisseur                                           |                                                  |
| Artiste(s) Louis Ricquier | Artiste(s) Louis Ricquier                                                                                               | Tranche Brute.                                      | Tranche Brute.                                      |                                                  |
| Millésimes 1814 | |                                                     |                                                     |                                                  |
| | |                                                     |                                                     |                                                  |
| Remarques – Existe sans signature, avec un W au-dessus du nœud ou un R au-dessous. Frappé à 101 688 exemplaires entre le 12 mars et le 12 avril 1814. | |                                                     |                                                     |                                                  |
| 10 centimes d'Anvers (atelier de Wolschot) | |                                                     |                                                     |                                                  |

| \| 10 centimes d'Anvers (atelier de l'arsenal de la marine) \| | \| 10 centimes d'Anvers (atelier de l'arsenal de la marine) \| | \| 10 centimes d'Anvers (atelier de l'arsenal de la marine) \| | \| 10 centimes d'Anvers (atelier de l'arsenal de la marine) \| | \| 10 centimes d'Anvers (atelier de l'arsenal de la marine) \| |
| --- | --- | -------------------------------------------------------------- | -------------------------------------------------------------- | -------------------------------------------------------------- |
| Avers et revers | |                                                                |                                                                |                                                                |
| Avers : ANVERS / 1814 Au centre N dans une couronne formée de deux branches de laurier nouées à leur base par un ruban sur lequel se trouve la signature abrégée J•L•G•N• du graveur. | Avers : ANVERS / 1814 Au centre N dans une couronne formée de deux branches de laurier nouées à leur base par un ruban sur lequel se trouve la signature abrégée J•L•G•N• du graveur. | Revers : MONNAIE / OBSIDIONALE Au centre 10 / CENT.            | Revers : MONNAIE / OBSIDIONALE Au centre 10 / CENT.            |                                                                |
| Masse 25 g | Alliage cuivre ou bronze de canon | Diamètre 34 mm                                                 | Épaisseur                                                      |                                                                |
| Artiste(s) Jean Louis Gagnepain | Artiste(s) Jean Louis Gagnepain | Tranche Brute.                                                 | Tranche Brute.                                                 |                                                                |
| Millésimes 1814 | |                                                                |                                                                |                                                                |
| | |                                                                |                                                                |                                                                |
| Remarques – Frappé à 18 000 exemplaires entre le 7 et le 18 avril 1814. | |                                                                |                                                                |                                                                |
| 10 centimes d'Anvers (atelier de l'arsenal de la marine) | |                                                                |                                                                |                                                                |

#### Les décimes de Strasbourg
| \| Un décime à l'N couronnée \| | \| Un décime à l'N couronnée \| | \| Un décime à l'N couronnée \| | \| Un décime à l'N couronnée \| | \| Un décime à l'N couronnée \| |
| --- | --- | --- | --- | ------------------------------- |
| Avers et revers | | | |                                 |
| Avers : N au jambage perlé sous une couronne impériale ornée de deux rubans et portant un globe crucigère, le tout dans une couronne fermée composée de deux branches de chêne opposées, nouées à leur base par un ruban.                                                                             | Avers : N au jambage perlé sous une couronne impériale ornée de deux rubans et portant un globe crucigère, le tout dans une couronne fermée composée de deux branches de chêne opposées, nouées à leur base par un ruban. | Revers : UN / DÉCIME Légende en deux lignes dans le champ au-dessus du millésime suivi d’un point, au-dessus de la lettre d’atelier, le tout dans une couronne fermée composée de deux branches de chêne opposées, nouées à leur base par un ruban. | Revers : UN / DÉCIME Légende en deux lignes dans le champ au-dessus du millésime suivi d’un point, au-dessus de la lettre d’atelier, le tout dans une couronne fermée composée de deux branches de chêne opposées, nouées à leur base par un ruban. |                                 |
| Masse 25 g en 1814 puis 20 g en 1815 | Alliage cuivre ou bronze de canon | Diamètre 32 mm | Épaisseur |                                 |
| Artiste(s) inconnu | Artiste(s) inconnu | Tranche Irrégulière. | Tranche Irrégulière. |                                 |
| Millésimes 1814-1815 | | | |                                 |
| | | | |                                 |
| Remarques – Pour 1814, il existe quatre variantes : - avec un point après DECIME et après 1814 - avec un point seulement après 1814 - sans point - sans point et avec une date plus petite. Ce type a été frappé à 361 558 exemplaires en 1814 et 180 261 exemplaires pendant les Cent-Jours en 1815. | | | |                                 |
| Un décime à l'N couronnée | | | |                                 |

## Billets
Le 18 janvier 1800 (24 pluviôse an VIII selon le calendrier révolutionnaire), Napoléon Bonaparte, alors premier Consul, créé la Banque de France qui émettra ses deux premières coupures le 21 juin de la même année : le 500 francs Germinal et le 1000 francs Germinal.
Le 250 francs Comptoirs sera émis en province par les comptoirs d'escompte placés sous l'égide de la Banque de France à partir de 1808.

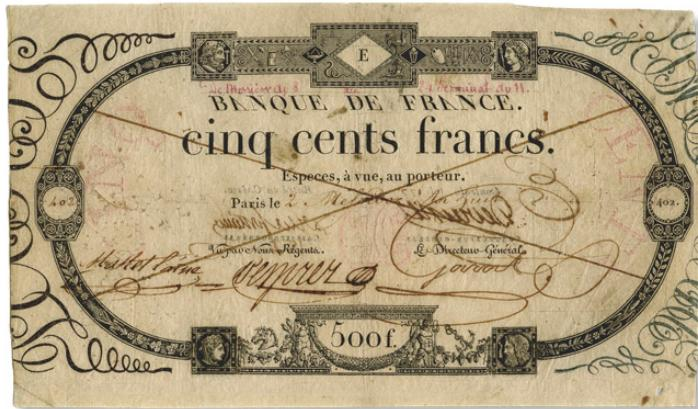
Première version du billet de 500 francs Germinal.
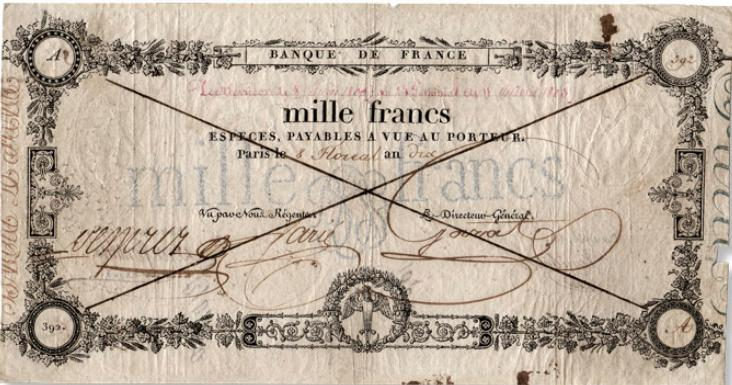
Première version du billet de 1 000 francs Germinal.
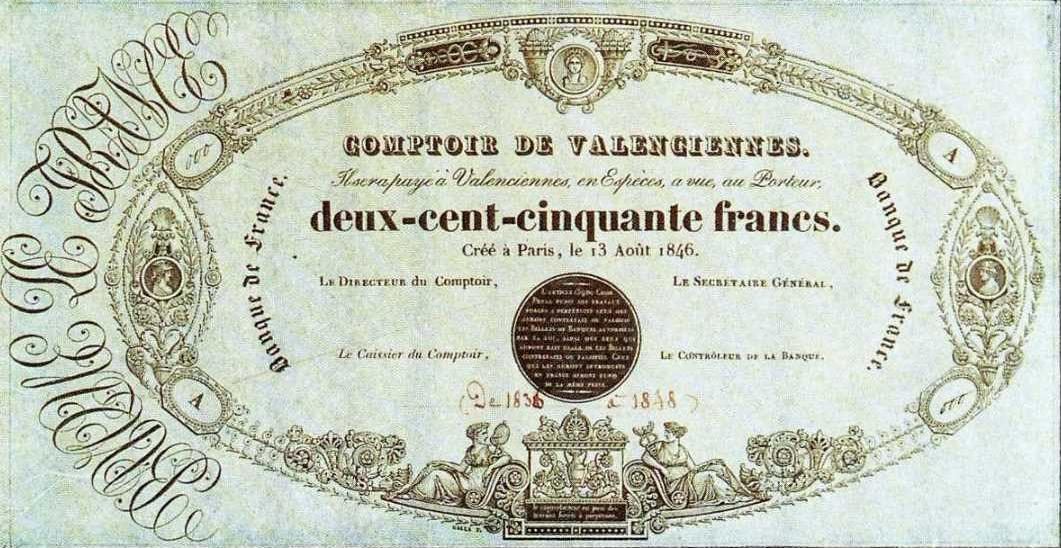
Billet de 250 francs Comptoirs.